# Jun
Jun è un comune spagnolo di 2 010 abitanti situato nella comunità autonoma dell'Andalusia.